# Principi de Fermat
En òptica, el principi de Fermat diu que el camí que pren un raig de llum per anar d'un punt a un altre és el que es pot recórrer en el menor temps possible. Aquest principi sovint es pren com a definició de raig de llum. Aquest principi fou enunciat en el segle xvii per Pierre de Fermat.
El principi de Fermat pot ser utilitzat per descriure les propietats dels rajos de llum reflectits i refractats en diferents medis. Pot ser deduït del principi de Huygens i pot ser utilitzat per derivar la llei de Snell de la refracció i la reflexió.